# Kanton Montret
Der Kanton Montret war bis März 2015 ein französischer Wahlkreis im Arrondissement Louhans, im Département Saône-et-Loire und in der Region Burgund. Sein Hauptort war Montret.
Der Kanton umfasste 122,50 km² und 4435 Einwohner (2012).

## Gemeinden
Der Kanton bestand aus neun Gemeinden:
| Gemeinde                | Einwohner Jahr | Fläche km² | Bevölkerungsdichte | Code INSEE | Postleitzahl |
| ----------------------- | -------------- | ---------- | ------------------ | ---------- | ------------ |
| La Frette               | 240 (2013)     | 11,22      | 21 Einw./km²       | 71206      | 71440        |
| Juif                    | 252 (2013)     | 11,8       | 21 Einw./km²       | 71246      | 71440        |
| Montret                 | 795 (2013)     | 14,59      | 54 Einw./km²       | 71319      | 71440        |
| Saint-André-en-Bresse   | 110 (2013)     | 4,86       | 23 Einw./km²       | 71386      | 71440        |
| Saint-Étienne-en-Bresse | 819 (2013)     | 19,41      | 42 Einw./km²       | 71410      | 71370        |
| Saint-Vincent-en-Bresse | 544 (2013)     | 15,75      | 35 Einw./km²       | 71489      | 71440        |
| Savigny-sur-Seille      | 434 (2013)     | 14,48      | 30 Einw./km²       | 71508      | 71440        |
| Simard                  | 1.217 (2013)   | 22,12      | 55 Einw./km²       | 71523      | 71330        |
| Vérissey                | 52 (2013)      | 8,27       | 6 Einw./km²        | 71568      | 71440        |

## Bevölkerungsentwicklung
| 1962 | 1968 | 1975 | 1982 | 1990 | 1999 | 2010 | 2012 |
| ---- | ---- | ---- | ---- | ---- | ---- | ---- | ---- |
| 3643 | 4041 | 3618 | 3785 | 3800 | 3676 | 4371 | 4435 |

## Der Kanton Montret ab 2015
2015 (22. und 29. März) wurden erstmals die Départementsräte nach neuem Wahlverfahren gewählt. Im Vorfeld wurde die Zahl der Kantone halbiert, hingegen erfolgten die Kandidaturen immer paarweise mit einer Frau und einem Mann. Gleichzeitig wurden die Kantone nach demographischen Gesichtspunkten festgelegt, indem die Abweichung der Bevölkerungszahlen der Kantone innerhalb des Departements nicht mehr als 20 % betragen darf. Das Kantonsgebiet muss zusammenhängend sein und Gemeinden bis 3.500 Einwohner dürfen nicht auf mehrere Kantone aufgeteilt werden.
Im Rahmen dieser Umstrukturierung wurden die neun Gemeinden des Kantons Montret auf zwei Kantone aufgeteilt. Sieben Gemeinden traten zum Kanton Louhans über, La Frette und Savigny-sur-Seille gehören seither zum Kanton Cuiseaux. Der Kanton Montret besteht seit 29. März 2015 nicht mehr.